# Оттенки серого
Оттенки серого (градации серого, шкала серого цвета, англ. Grayscale) — цветовой режим изображений, которые отображаются в оттенках серого цвета, реализованные в виде таблицы с указанием яркости белого цвета для каждой точки. Чаще всего используют ступенчатое изображение равномерного ряда оптических плотностей нейтрально-серых полей. Широко применяется в цветоведении и колористике, для оценки и измерений качества тонопередачи при фотографической съёмке, сканировании, при копировальных и печатных процессах (полиграфия).

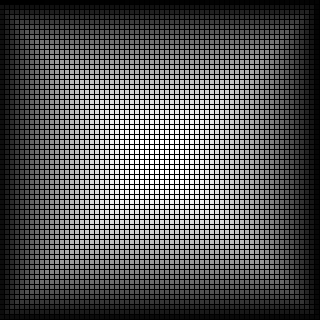
4096 уровней серого

## Серая шкала
Серая шкала — это контрольное изображение равномерного ряда оптических плотностей нейтрально-серых полей, изготовленных на прозрачной или непрозрачной основе и предназначенное для оценки и измерений качества тонопередачи при фотографической съёмке, сканировании, копировальных и печатных процессах.
Значения яркости серой шкалы нередко выражают в процентах, при этом 0 % представляет белый цвет (отсутствие чёрного пигмента на белом фоне), 100 % — чёрный цвет (плашка глубокого чисто-чёрного пигмента).
В компьютерном представлении широко распространённая серая шкала использует на каждый пиксель изображения один байт (8 бит) информации. Такая шкала передаёт 256 оттенков (градаций) серого цвета, или яркости (значение 0 представляет чёрный цвет, а значение 255 — белый).
Серая шкала отражает яркость света в каждом пикселе видимой части электромагнитного спектра (см. видимый свет).

## Преобразование цветного изображения в оттенки серого
В цветовых пространствах YUV и YIQ используемые в PAL и NTSC яркость Y' вычисляется следующим образом:
{\displaystyle Y'=0.299R+0.587G+0.114B}
Для учёта особенностей восприятия изображения человеческим глазом (чувствительность к зелёному и синему цвету) в модели HDTV используют другие коэффициенты:
{\displaystyle Y'=0.2126R+0.7152G+0.0722B}